# Acido laurico
L'acido laurico, detto anche acido dodecanoico, è un acido grasso saturo con una catena atomica a 12 atomi di carbonio, quindi possiede molte proprietà tipiche degli acidi grassi a catena media. È un solido bianco brillante e fine con un leggero odore di olio di baia o sapone. I sali e gli esteri dell'acido laurico sono noti come laurati.

## Fonti
L'acido laurico è il componente principale dell'olio di cocco, dell'olio di palmisto e in altri oli tropicali. Si ritiene possa avere proprietà antibatteriche.
È anche presente nel latte umano (5.8% dei grassi totali), di mucca (2.2%), e di capra (4.5%).

## Proprietà
Sebbene il 95% dei trigliceridi a catena media venga assorbito attraverso la vena porta, solo il 25-30% di acido laurico viene assorbito attraverso di essa.
Come molti altri acidi grassi, l'acido laurico è economico, ha una lunga durata, non è tossico ed è sicuro da maneggiare. È utilizzato principalmente per la produzione di saponi e cosmetici. Per questi scopi, l'acido laurico viene fatto reagire con idrossido di sodio per dare laurato di sodio, che è un sapone. Più comunemente, il laurato di sodio è ottenuto per saponificazione di vari oli, come l'olio di cocco. Questi precursori forniscono miscele di laurato di sodio e altri saponi.

### Potenziali proprietà medicinali
L'acido laurico aumenta il colesterolo totale nel siero più di molti altri acidi grassi, ma soprattutto lipoproteine ad alta densità (HDL) (il cosiddetto "colesterolo buono" nel sangue). Di conseguenza, si è determinato che questa sostanza ha "un effetto più favorevole sul colesterolo HDL totale rispetto a qualsiasi altro acido grasso [esaminato], saturo o insaturo". In generale, un rapporto colesterolo sierico totale/HDL inferiore è correlato a una diminuzione del rischio aterosclerotico. Tuttavia, una vasta meta-analisi sugli alimenti che influenza il rapporto colesterolo LDL/siero totale ha scoperto nel 2003 che gli effetti netti dell'acido laurico sugli esiti della malattia coronarica sono rimasti incerti. Una revisione del 2016 sull'olio di cocco (quasi metà degli acidi grassi totali di tale olio è costituito dall'acido laurico) è stata allo stesso modo inconcludente riguardo agli effetti sul rischio di malattie cardiovascolari.